# 법상종
법상종(法相宗 · Dharma character school · Fa-Hsiang)이란 제법(諸法)의 성상(性相)을 분별하는 종(宗)이란 뜻으로 오위백법(五位百法)을 세워 아뢰야식(阿賴耶識)을 근본으로 하기 때문에 유식종(唯識宗), 유가종(瑜伽宗) 또는 자은종(慈恩宗)이라고도 불리었다.
법상종으로는 중국의 법상종과 한국의 법상종이 있다. 법상종은 인도에서는 미륵(彌勒, Maitreya-nātha: c. 270~350) · 무착(無着, Asanga: c. 300~370) · 세친(世親: c. 320~400)의 유가유식파(瑜伽唯識派)에 기원한다. 인도 불교의 유가유식파에 대응하는 중국 · 한국 또는 일본 불교의 종파는 《십지경론》을 소의 논서로 하는 지론종(地論宗) · 《섭대승론》을 소의 논서로 하는 섭론종(攝論宗) · 《성유식론》을 소의 논서로 하는 법상종(法相宗: 자은종 · 유식종 · 유가종)이 있다.
중국의 법상종의 시조는 당나라(618~907) 현장(玄裝: 600~664)의 제자였던 규기(窺基: 632~682)이다. 한국의 법상종의 시조는 신라(BC 57~935) 경덕왕(재위 742~765) 때의 진표(眞表: fl. 752)라고 보는 견해가 있다. 그러나 진표는 유식학과 아무런 관련이 없으며 따라서 법상종의 개조가 될 수 없다는 주장도 있다.
한편, 원측(圓測: 613~696)은 현장에게 사사하였으며 현장의 제자이자 중국 법상종의 제1조인 규기(窺基: 632~682)와 동문수학한 사이였다. 원측은 신라에 돌아오지 않고 당나라에서 입적하였는데 원측의 제자 도증(道證)은 692년(효소왕 1)에 신라로 귀국하여 원측의 유식학을 신라에 전했다. 한국의 법상종은 진표(眞表: fl. 752)에 의해서 성립된 것으로 간주되지만, 원측과 그 제자들에 의해 유식학 연구가 시작되었다가 순경(順憬) · 태현(太賢: 8세기 중엽 경덕왕 때로 진표와 동시대인이다) 등에 의하여 종파로 성립된 것으로 보는 견해도 있다.

## 중국의 법상종
법상종은 인도에서는 미륵(彌勒) · 무착(無着) · 세친의 유가유식파(瑜伽唯識派)에 기원한다. 당나라 태종 시대에 인도로 경전을 구하러 간 현장(玄裝: 600~664)이 호법(護法)의 제자 계현(戒贅)으로부터 호법 계통의 유식설을 전해받고 많은 경론(經論)을 전역(傳譯)함과 동시에 유식의 교리를 선양했다.
진제 삼장(眞諦三藏)에 의해서 전해진 유식설을 "구역(舊譯)"이라고 하고 현장이 전한 유식설을 "신역(新譯)"이라 한다. 현장은 호법의 설을 중심으로 하여 《성유식론(成唯識論)》을 번역하였고, 그의 제자인 자은대사 규기(慈恩大師 窺基: 632~682)가 《성유식론 술기(成唯識論述記)》·《대승법원의림장(大乘法苑義林章)》 등을 저술하여 법상종을 조직화했다.
신라의 원측(圓測)은 규기와 함께 현장 문하에서 동문수학하였다. 또한 규기의 제자인 혜소(惠沼)와 혜소의 제자인 지주(智周)는 규기와 함께 중국 법상종의 삼조(三祖)라고 불린다.
법상종은 극히 이론적이며 종교성이 빈약하기 때문에 종파로서는 얼마 지나지 않아 쇠퇴한다. 그러나 법상종에 의해 개척된 유식법상의 교학(敎學)은 《구사론(俱舍論)》과 함께 불교 연구의 기초학으로서 후대에서 중시되었다.

## 한국의 법상종
한국의 법상종은 《유가론(瑜伽論)》과 《유식론(唯識論)》을 소의 경전으로 하므로 유가종 또는 유식종이라고도 한다.
한국의 법상종의 시조인 진표(眞表: fl. 752) 이전의 인물인 원측(圓測: 613~696)은 현장(玄裝: 600~664)을 사사(師事)하였으며 현장의 제자이자 중국 법상종의 제1조인 규기(窺基: 632~682)와 동문수학한 사이였다. 원측은 신라에 돌아오지 않고 당나라에서 입적하였는데 원측의 제자 도증(道證)은 692년(효소왕 1)에 신라로 귀국하여 원측의 유식학을 신라에 전했다.
진표(眞表: fl. 752)가 경덕왕(재위 742~765) 때 금산사(金山寺)에 법상종의 근본도량을 개창하였다. 진표 문하에서 영심(永深) · 보종(寶宗) · 신방(信芳) · 체진(體珍) · 진회(珍悔) · 진선(眞善) · 석충(釋忠) 등 많은 제자가 배출되었다.
영심(永深 혹은 義信)은 속리산 법주사(法住寺)를 창건하였다. 영심의 제자 심지(心地) 왕사가 동화사(桐華寺)를 창건하여 진표의 점찰법회를 계승하였다.
법상종의 사찰로는 국녕사(國寧寺) · 웅신사(熊神寺) · 장의사(莊義寺) · 법주사 · 중흥사 · 유가사가 있었으며, 법상종의 신도조직으로는 수정결사(水晶結社)가 있었다.

## 같이 보기
- 원측
- 오위백법
- 유식
- 유가행파
- 지론종
- 섭론종
- 중국 불교의 종파 목록
- 한국 불교의 종파
- 한국 불교의 종파 목록